# Limnephilus germanus
Limnephilus germanus là một loài Trichoptera trong họ Limnephilidae. Chúng phân bố ở miền Cổ bắc.